# 西洛卓玛
西洛卓玛（藏語：ཤི་ལོག་སྒྲོལ་མ།，威利转写：shi log sgrol ma；1987年10月24日—）女，藏族人，生于西藏林芝地区林芝县布久乡仲沙巴村，中国女子摔跤运动员。

## 生平
西洛卓玛在2001年至2005年就读于西藏自治区体育中专学校，2005年被西藏体工队选中，随后到北京体育大学读书、训练，2010年进入中国国家摔跤队。
2011年9月，西洛卓玛在土耳其伊斯坦布尔举行的2011年世界摔跤锦标赛获得了女子自由式67公斤级比赛的冠军，成为首位获得竞技体育世界冠军的西藏运动员。
2013年，西洛卓玛在辽宁举行的中华人民共和国第十二届运动会中获得女子自由式摔跤63公斤级冠军；及至2014年，她又在南韓仁川舉行的亚洲运动会中，获得一面女子自由式摔跤63公斤级銀牌。
2015年5月，西洛卓玛在卡塔尔多哈举行的2015年亞洲角力錦標賽中，获得女子自由式摔跤63公斤级冠军。